# Mészáros Klára (sinológus)
Mészáros Klára (kínaiul: 梅可岚 Budapest, 1943. április 6. – ) magyar sinológus, közgazdász, diplomata. Magyarország pekingi nagykövete volt 1992-től 1996-ig.

## Pályafutása
Gyermekkorától lelkesedett a kínai kultúráért és nyelvért, már középiskolás korában bejárt az egyetemre nyelvi órákra. 1966-tól 1968-ig - a kulturális forradalom idején - tanult a Pekingi Idegen Nyelvek Főiskoláján, Magyarországon 1967-ben szerzett történész diplomát az ELTE-n, majd az Országos Széchényi Könyvtár munkatársaként kezdett dolgozni. 1968-ban kínai nyelv és irodalomból szerezte második diplomáját, majd 1970-ben könyvtár szakot is végzett szintén az ELTE Bölcsészettudományi Karán. 1970-72 között az Építésügyi Tájékoztatási Központban dolgozott, majd 1972-ben került az MTA Világgazdasági Kutatóintézetehez (VKI), ahol tudományos munkatárs, majd főmunkatárs lett. A VKI-nál Kínára és a csendes-óceáni térségre szakosodva közgazdasági témákkal foglalkozott.
1992-ben kérték fel Magyarország pekingi nagykövetsége vezetésére, ahol Németh Ivánt váltva szeptember 2-án adta át megbízólevelét. Átívelve a magyarországi kormányváltáson (az Antall-kormány által kinevezett nagykövetek közül ő maradt legtovább hivatalban), 1996. november  16-ig töltötte be pozícióját, utóda Juhász Ottó lett. A diplomáciai megbízatás után visszament a VKI-ba dolgozni.
A Magyar–Kínai Baráti Társaság tagja, korábbi elnöke. Férje Salát Péter geofizikus, három gyermeke közül Salát Gergely szintén sinológus lett.